# 陈德 (1914年)
陈德（1914年7月 - 1983年8月25日），广东省潮安县人，中国人民解放军将领，中国人民解放军开国少将，第四届、第五届全国人民代表大会代表。
陈德是潮汕地区唯一一位走完长征全程的中国工农红军干部，也是中华人民共和国开国将军中唯一的潮汕人。

## 生平
1914年，陈德出生在潮安县（现潮安区）古巷镇古巷二村的一户贫困家庭。
1932年，参加中国工农红军，1933年1月加入中国共产主义青年团，7月转入中国共产党，参加中央苏区第四次反“围剿”战斗，在长征中成为红军连队指挥员。在抗日战争平型关战役、鲁西南梁山战斗、山东根据地反“扫荡” 和山海关保卫战中，陈德身经百战。后南下广西剿匪，解放海南岛，主政一方。
1955年，授予中国人民解放军少将，获三级八一勋章、二级独立自由勋章和一级解放勋章。
1963年7月，陈德任广东省军区党委书记、政委兼广东省委常委。1975年7月，任山东省军区党委书记、政委、山东省委常委。1980年，任广州军区顾问。1983年3月，任中共广东省顾问委员会副主任。
1983年8月25日，陈德在广州去世，享年69岁。